# Jan Tkaczow
Jan Tkaczow, pierwotnie Tkaczów, ps. „Kum” (ur. 16 października 1893, zm. 1938) – polski oficer, działacz polskiego ruchu ludowego i robotniczego, uczestnik wojny domowej w Hiszpanii.

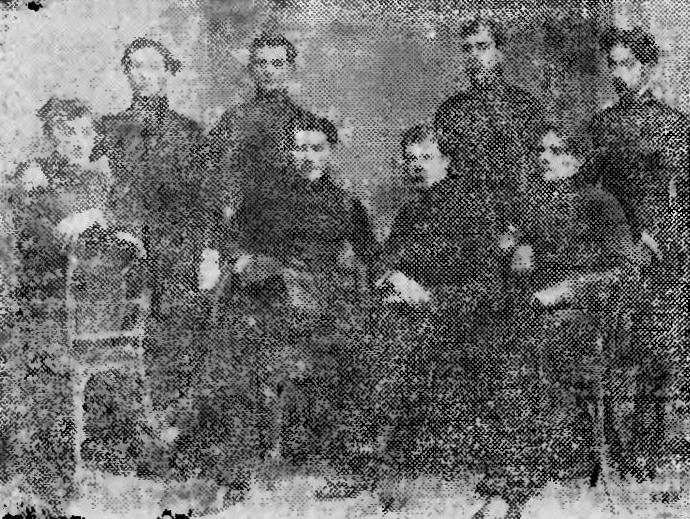
„Promieniści” z I Gimnazjum w Rzeszowie w 1911. Pierwszy z prawej Jan Tkaczow

## Życiorys
Urodził się 16 października 1893 na Rzeszowszczyźnie w rodzinie chłopskiej jako syn Romana (1864–1942, pochodzący z terenów ukraińskich, pracujący jako dworski chmielarz w boguchwalskim majątku) i Józefy. Jego braćmi byli Józef (1900–1972), Ferdynand (1902–1936), Stanisław (1913–1969) – także działacze polityczni. Pierwotne nazwisko rodziny brzmiało Tkaczów. Pierwotnie nazwisko rodziny brzmiało Tkaczów.
Kształcił się w I Gimnazjum Państwowym w Rzeszowie i w tym czasie należał do organizacji „Promień”.
W czasie I wojny światowej cztery lata spędził na froncie służąc w armii austriackiej i w Legionach Polskich. Następnie służył w Wojsku Polskim w stopniu porucznika z którego odszedł w 1924 roku. W 1923 roku pełnił służbę w 11 pułku piechoty w Tarnowskich Górach. Zweryfikowany w stopniu kapitana ze starszeństwem z dniem 1 czerwca 1919 roku w korpusie oficerów piechoty. Działalność polityczną prowadził jako członek, początkowo Komunistycznej Partii Polski, a później Zjednoczenia Lewicy Chłopskiej Samopomoc. Lata 1934–1936 spędził w więzieniu. W okresie międzywojennym rodzinny dom Tkaczowów był miejscem tajnych zebrań i spotkań rzeszowskich komunistów.
Po wybuchu wojny domowej w Hiszpanii wstąpił jako ochotnik do tworzonych Brygad Międzynarodowych. Jako kapitan otrzymał przydział do obozu szkoleniowego w Madrigueras. Tam zajmował się szkoleniem ochotników. Następnie jako dowódca 6 rezerwowej kompanii polskiej uczestniczył 16 czerwca 1937 r. w ataku na Huescę. Po utworzeniu 6 lipca 1937 r. batalionu im. Jose Palafoxa z Polaków, Hiszpanów, Ukraińców i Żydów, został jego dowódcą.
Z batalionem walczył na froncie centralnym oraz uczestniczył w dniach 10–31 lipca 1937 r. w walkach o Brunetę. Na froncie aragońskim wraz z batalionem dokonał przełamania frontu pod Villamayor. Po awansie na majora i odpoczynku, w lutym 1938 roku wyjechał ponownie na front, gdzie walczył o przełamanie pozycji frankistów w górach Sierra Quemada. Zginął w 1938 roku w Estremadurze.
W 1951 ulica Sokoła w Rzeszowie została przemianowana na ul. Jana Tkaczowa (obecnie ponownie ulica Sokoła). Imieniem Jana Tkaczowa nazwano ulicę w Jaśle (obecnie ponownie ulica Nowa). Rejestr TERYT w marcu 2019 roku nie wykazuje użycia nazwy Tkaczowa.

## Ordery i odznaczenia
- Order Virtuti Militari V kl. (pośmiertnie w 1945)[16]
- Krzyż Walecznych dwukrotnie